# Robert Stephen Hawker

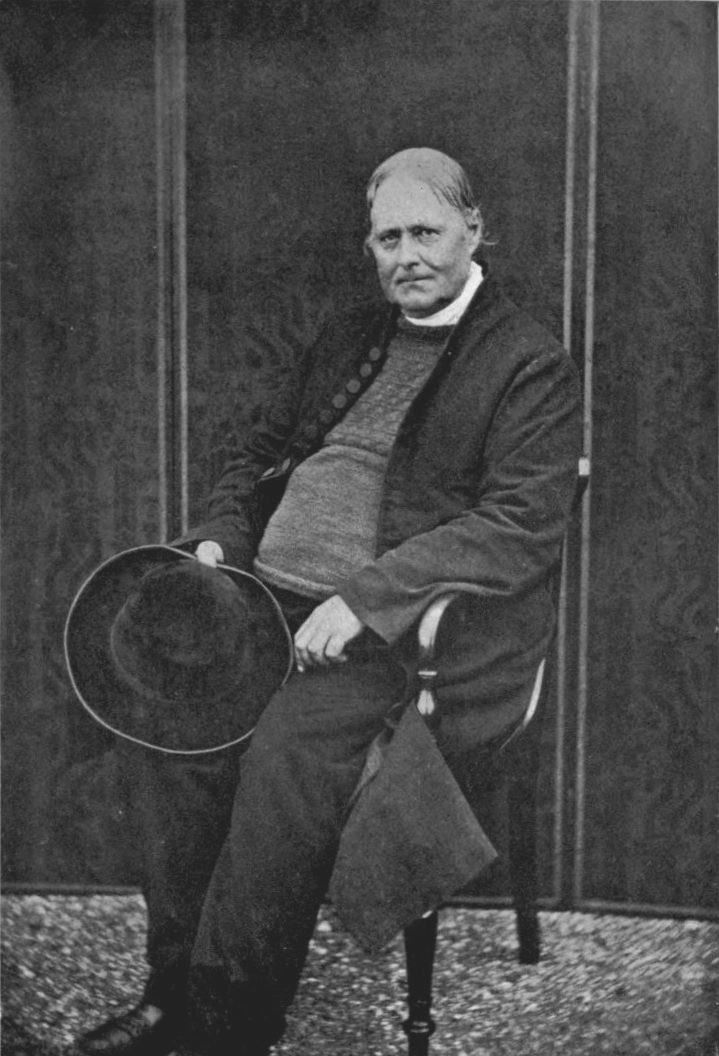
Hawker (1864)

Robert Stephen Hawker (3 de dezembro de 1803 - 1815 de agosto de 1875) foi um sacerdote anglicano, poeta e colecionador de antiguidades da Cornualha. Foi o escritor da canção "The Song of the Western Men" (português: Canção do Homem do Oeste), geralmente reputada como o hino não-oficial da Cornualha, tendo-a publicado anonimamente em 1825. Seu nome tornou-se conhecido depois que Charles Dickens associou-lhe à autoria de "The Song of the Men ocidental", na revista Household Words.